# Meredith L. Austin
Meredith L. Austin (nacida en 1963) es una contraalmirante y oficial retirada de la Guardia Costera de los Estados Unidos que ejerció como Subsecretaria Interina para el Comando y Control de Incidentes dentro de la Oficina del Subsecretario de Preparación y Respuesta desde febrero hasta diciembre de 2020.

## Educación y servicio militar
Austin se graduó de la Academia de la Guardia Costera de Estados Unidos en 1985 con una licenciatura en Ciencias Marinas. Obtuvo una Maestría en Ciencias en Salud Pública en Higiene Industrial de la Universidad de Carolina del Norte en Chapel Hill en 1994 y una Maestría en Artes en Seguridad Nacional de la Escuela Naval de Posgrado en Monterey, California en 2007. Austin es posee un certificado Tipo I Comandante de Incidentes, y ha obtenido las designaciones como Higienista Industrial Certificada y Gerente de Emergencia.
Austin ha ocupado varios comandos, incluido el Comandante del Quinto Distrito; Sector bahía de Delaware, que ejecuta las 11 misiones estatutarias de la Guardia Costera a lo largo de las costas de Nueva Jersey, Delaware y Pensilvania; el Equipo de Ataque del Pacífico y la Fuerza de Ataque Nacional, respondiendo a derrames de petróleo y sustancias peligrosas y amenazas de Armas de Destrucción Masiva en apoyo de la Guardia Costera y la Agencia de Protección Ambiental.